# Anolis gundlachi
Anolis gundlachi (жовтогорлий аноліс) — вид ігуаноподібних ящірок родини анолісових (Dactyloidae). Ендемік Пуерто-Рико. Вид названий на честь німецько-кубинського натураліста Хуана Гундлаха.

## Збереження

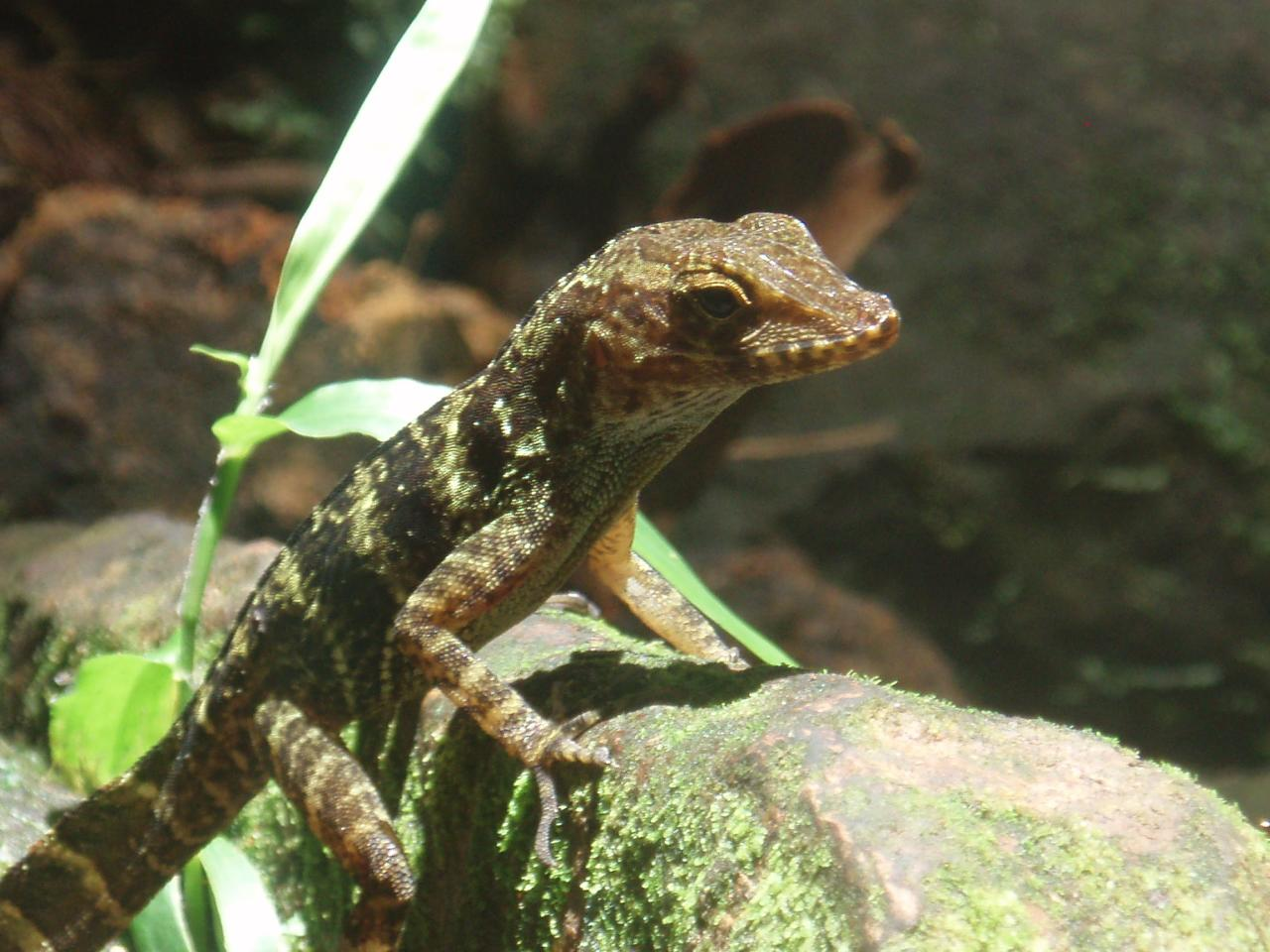
Жовтогорлий аноліс

Жовтогорлі аноліси — середні представники свого роду, довжина самців (без врахування хвоста) становить 68 мм, у самиць 45 мм. Вага дорослого аноліса становить 3-7 г. Тіло коричневе або оливково-коричневе, поцятковане оливковими плямами. Горловий мішок жовто-коричневий, очі блакитні. У самців на хвості є гребінь.

## Поширення і екологія
Жовтогорлі аноліси поширені на Пуерто-Рико. Вони живуть у вологих тропічних лісах та на плантаціях, на висоті від 240 до 1338 м над рівнем моря. Живляться безхребетними, відкладають яйця.